# Valentina Kerst

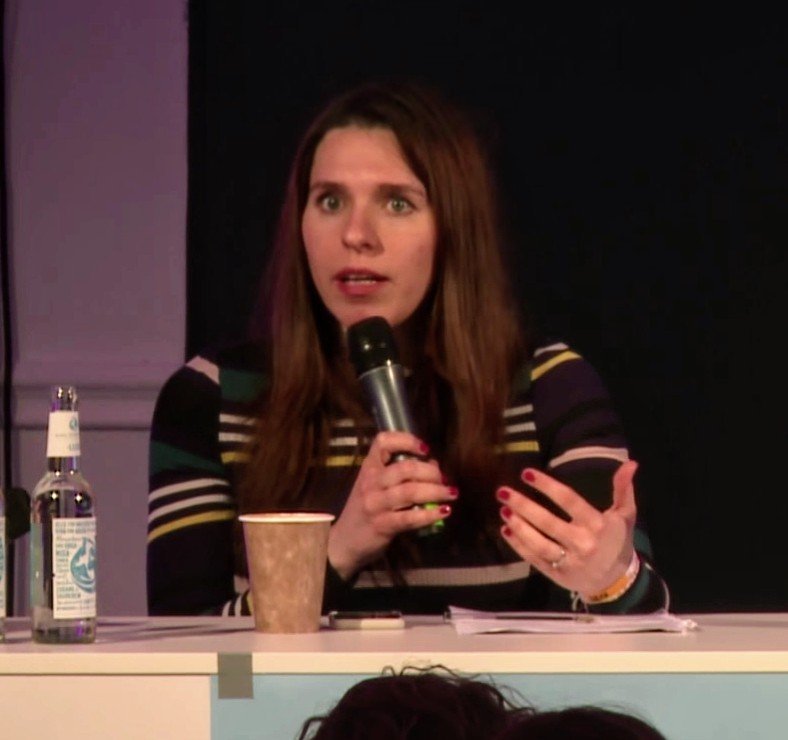
Valentina Kerst (2017)

Valentina Kerst (* 1979 in Köln) ist eine deutsche Betriebswirtin und war von Februar 2018 bis Ende September 2021 als Staatssekretärin für „Wirtschaftspolitik, Wirtschaftsförderung, Tourismus und Digitale Gesellschaft“ im Thüringer Ministerium für Wirtschaft, Wissenschaft und digitale Gesellschaft tätig. Entgegen den Gepflogenheiten war Kerst in dieser Funktion keine Politische Beamtin.

## Leben

### Ausbildung und Beruf
Kerst legte 1999 am Erich-Gutenberg-Berufskolleg Köln ihr Abitur ab und absolvierte von 2000 bis 2003 eine Berufsausbildung zur Kauffrau in der Grundstücks- und Wohnungswirtschaft. Anschließend war sie bis 2006 als Sales Managerin bei Corpus Asset Wohnen tätig. Danach begann sie an der Hochschule Fresenius ein Studium der Betriebswirtschaftslehre, das sie 2009 als Diplom-Betriebswirtin (FH) mit einer Arbeit zum Thema „Content Distribution – Content (R)evolution. Möglichkeiten und Auswirkungen von Inhaltsverteilungsmodi im Internet“ abschloss. Parallel zu ihrem Studium arbeitete sie bei eco – Verband der Internetwirtschaft im Bereich Business Development. Nach dem Abschluss ihres Studiums gründete Kerst 2010 eine Digitalberatung. Im März 2013 wurde sie Dozentin Social Media und Kommunikation bei der Friedrich-Ebert-Stiftung und im Oktober 2013 Dozentin Online Marketing und Social Media beim mibeg Institut medien. Ab April 2016 folgte eine Tätigkeit als Dozentin Online und Mobile Strategien bei der Hochschule für Medien, Kommunikation und Wirtschaft.
Am 20. Februar 2018 ernannte der Thüringer Ministerpräsident Bodo Ramelow Kerst zur Staatssekretärin im Thüringer Ministerium für Wirtschaft, Wissenschaft und digitale Gesellschaft. Sie übernahm die Geschäftsbereiche Wirtschaftspolitik, Wirtschaftsförderung, Tourismus und Digitale Gesellschaft und war in ihrer Funktion Nachfolgerin von Georg Maier, der am 30. August 2017 zum Minister für Inneres und Kommunales ernannt worden war. Zu Ende September 2021 gab Kerst die Position der Staatssekretärin ab und verließ das Ministerium. Nach einer Umorganisation des Ministeriums übernahm Carsten Feller ihre Zuständigkeiten.

### Politische Tätigkeiten
Kerst ist Mitglied der Sozialdemokratischen Partei Deutschlands. Ab 2009 war sie Gründerin und Leiterin des „Forums Netzpolitik“ des SPD-Unterbezirks Köln, zwischen 2011 und 2017 Mitglied im Vorstand dieses Unterbezirks und 2015 Mitglied im Programmbeirat des SPD-Parteivorstandes zum SPD-Grundsatzprogramm „#Digital Leben“ – Themenbereich „Gute Arbeit in der digitalen Gesellschaft“.

### Privates
Kerst ist verheiratet, Mutter einer Tochter und spricht neben Deutsch und Englisch auch Kroatisch.

## Mitgliedschaften (Auswahl)
- 2010–2013: Mitglied der Enquete-Kommission „Internet und digitale Gesellschaft“ des Deutschen Bundestages
- 2011–2015: Ständige Sachverständige der Enquete-Kommission „Aktive Bürgerbeteiligung für eine starke Demokratie“ des Landtags Rheinland-Pfalz
- 2012: Mitglied des Expertenkreises „Innovation im digitalen Ökosystem“ des Internet & Gesellschaft Collaboratory e. V.
- ab 2013: Leiterin des „Landesrats für digitale Entwicklung und Kultur“ des Landes Rheinland-Pfalz
- 2013–2017: Vorstandsmitglied des Heinz-Kühn-Bildungswerks Köln
- 2014–2018: Gründerin und Mitglied der Initiative „Digital Cologne“ der Industrie- und Handelskammer zu Köln
- 2015–2018: Sachkundige Einwohnerin im Ausschuss „Allgemeine Verwaltung und Rechtsfragen/Vergabe/Internationales“ des Rats der Stadt Köln
- 2015–2018: Mitglied im „Verbraucherpolitischen Beirat“ des Ministeriums der Justiz und für Verbraucherschutz des Landes Rheinland-Pfalz
- 2015–2018: Mitglied der Expertenkommission „Arbeit der Zukunft“ der Hans-Böckler-Stiftung
- 2016–2018: Mitglied des Beirates „Junge digitale Wirtschaft“ des Bundesministeriums für Wirtschaft und Energie
- 2018–2021: Mitglied des Aufsichtsrates der Messe Erfurt
- 2018–2021: Mitglied des Aufsichtsrates der Mitteldeutschen Medienförderung

## Schriften
- Online-Marketing: Das umfassende Handbuch, Galileo Press, Bonn 2012, ISBN 978-3-8362-1846-7.